# Quebrada de Humahuaca

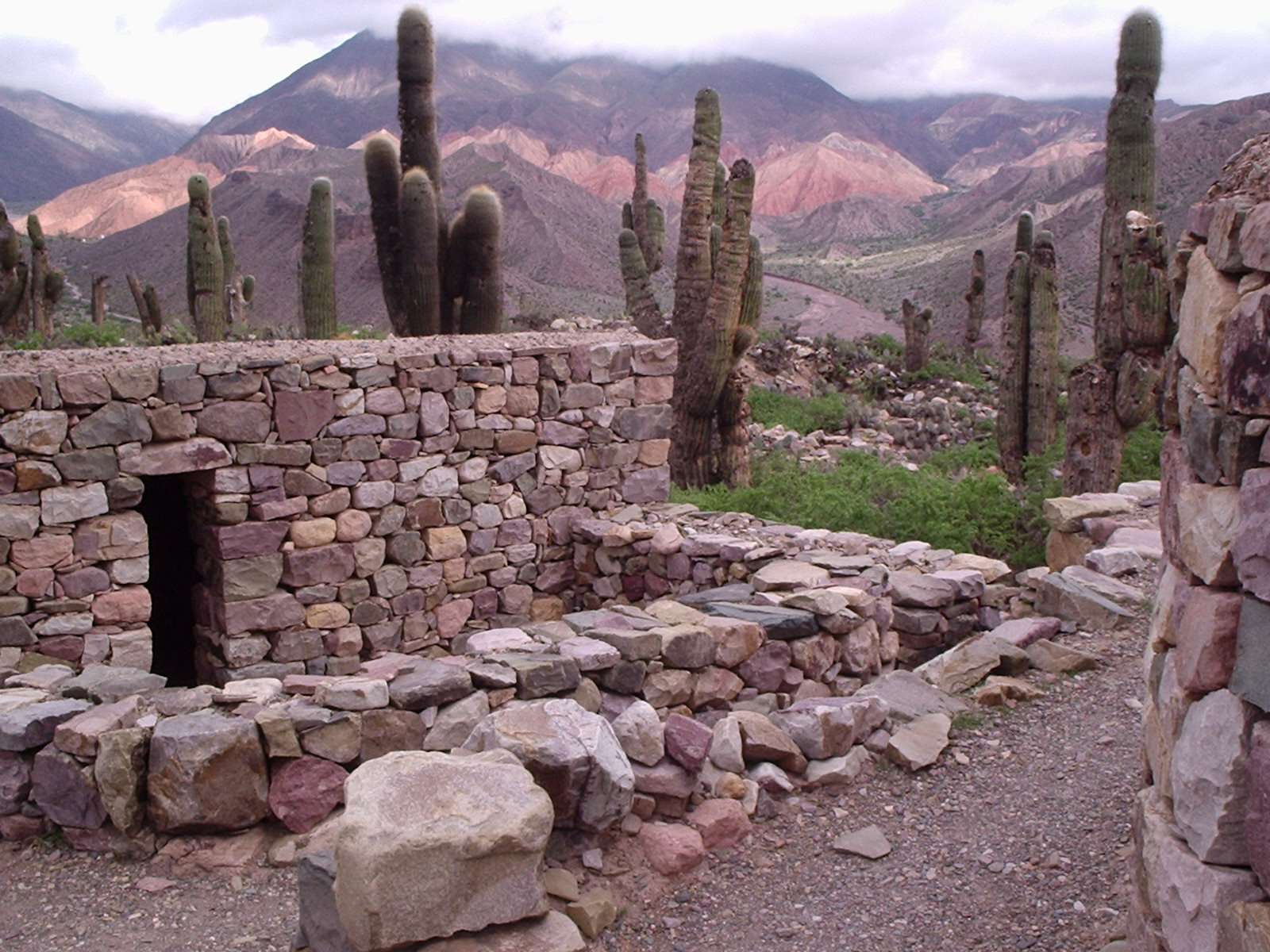
Tilcara

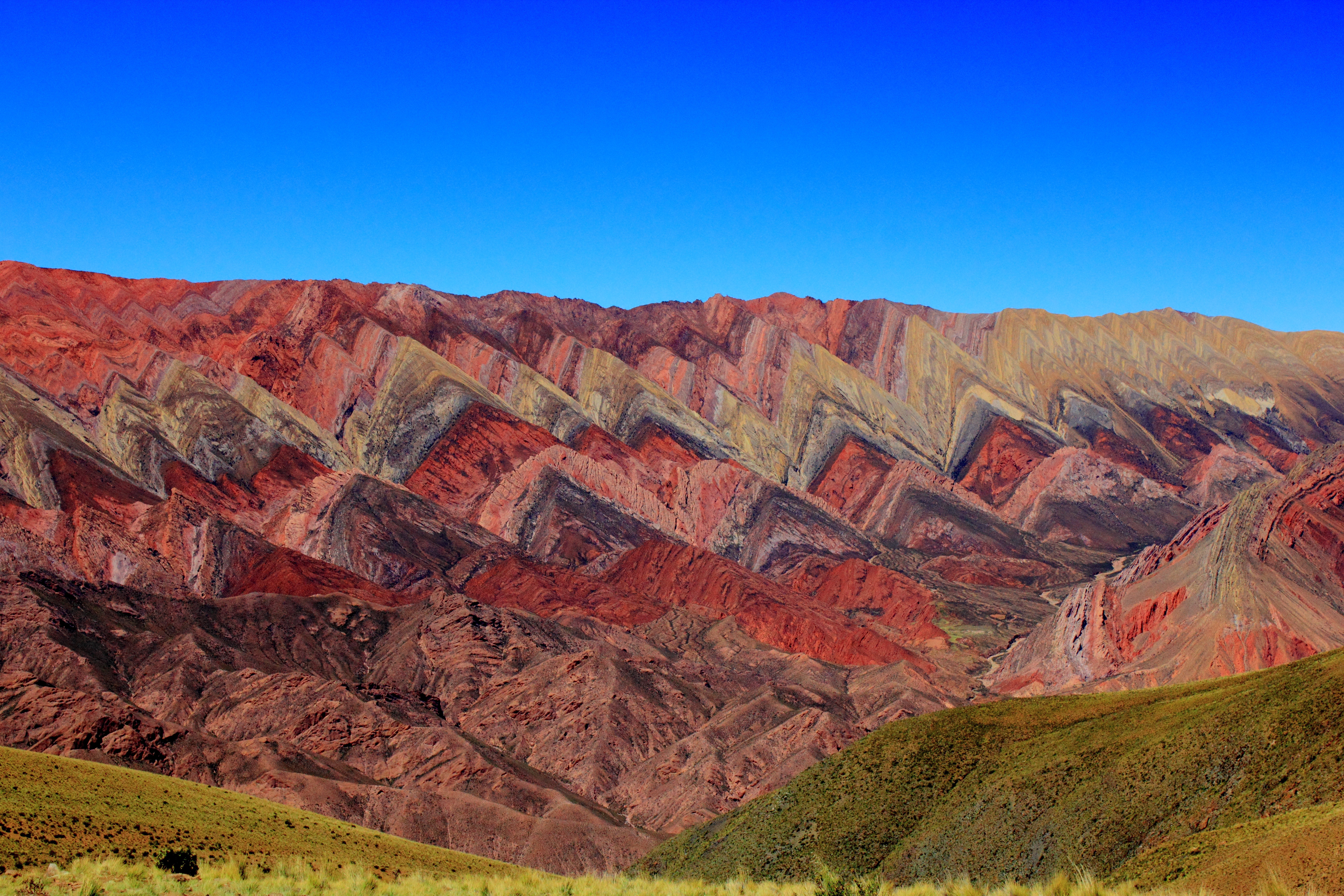
Hornocal

Quebrada de Humahuaca je údolí na řece Río Grande de Jujuy v argentinské provincii Jujuy, které bylo celých 10 000 let hlavní kulturní a obchodní cestou mezi náhorními oblastmi And a soutokem Rio Grande s Rio Leone v nížinách.
V roce 2003 bylo zapsáno na Seznam světového dědictví UNESCO.